# Liste der Bodendenkmäler im Partensteiner Forst
Auf dieser Seite sind die Bodendenkmäler in dem unterfränkischen gemeindefreien Gebiet Partensteiner Forst zusammengestellt. Diese Tabelle ist eine Teilliste der Liste der Bodendenkmäler in Bayern. Grundlage ist die Bayerische Denkmalliste, die auf Basis des Bayerischen Denkmalschutzgesetzes vom 1. Oktober 1973 erstmals erstellt wurde und seither durch das Bayerische Landesamt für Denkmalpflege geführt wird. Die folgenden Angaben ersetzen nicht die rechtsverbindliche Auskunft der Denkmalschutzbehörde.

## Bodendenkmäler im Partensteiner Forst
| Lage       | Objekt                                                            | Akten-Nr.     | Bild |
| ---------- | ----------------------------------------------------------------- | ------------- | ---- |
| (Standort) | Mittelalterliche bis neuzeitliche rechteckige Wall-Graben-Anlage. | D-6-5922-0001 |      |
| (Standort) | Spätmittelalterliche bis frühneuzeitliche Glashütte.              | D-6-5922-0047 |      |
| (Standort) | Spätmittelalterliche bis frühneuzeitliche Glashütte.              | D-6-5923-0014 |      |